# Alt-tech
Alt-tech är en grupp av webbplatser, sociala medie plattformar och Internetleverantör som själva placerar sig som ett alternativ till de dominerande jättarna, ofta av ideologiska skäl såsom yttrandefrihet, rätten till privatliv och skydd mot förföljelser. För det mesta har de mindre strikta moderationssystem och regelverk.

## Problematik
I och med att dessa tjänster inte samarbetar med totalitära regimer utgör de en tillflyktsort för människorättsaktivister, journalister i länder med problematisk pressfrihet men de blir också ofta populära bland högerextremister, och andra med extrema synpunkter. De här grupperna har nyligen expanderat och inkluderar många konservativa som blivit bannlysta från mainstream plattformarna. Många alt-tech plattformar placerar sig själva som försvarare till yttrandefrihet och individuell frihet, vilket ofta blir täckmantlar för deras högerextrema användare och antisemitism.

## Plattformar
Några hemsidor och plattformar som blivit beskrivda som alt-tech är.
- Gab och Parler (tillfälligt nedlagd), alternativ till Twitter.
- BitChute, Rumble och PewTube, alternativ till YouTube.
- Hatreon, alternativ till Patreon.
- GoyFundMe och WeSearchr, alternativ till GoFundMe.
- WrongThink, MeWe och Minds, alternativ till Facebook.
- Voat, (nedlagt), alternativ till Reddit.
- Infogalactic, alternativ till Wikipedia.